# Jacques Viot
Jacques Viot (Nantes, 20 de noviembre de 1898 – Ibídem, 29 de enero de 1973) fue un escritor y escenógrafo francés.

## Biografía
Jacques Viot nació en una familia de la alta burguesía francesa. Estudió en el externat des Enfants nantais entre 1908 y 1912, pasando sus vacaciones en Pornic. Se incorporó al regimiento de artillería de Vannes el 1916, donde participaría en la Primera Guerra Mundial, donde conoció a los surrealistas. Posteriormente se matriculó en la Escuela de Estudios Superiores de Comercio de Paris, donde se diplomó y pasó a trabajar en una agencia aseguradora de su ciudad natal, Nantes, pero repentinamente cambió de vida, dejó Nantes y se marchó a París sin trabajo ni dinero. En París escribió poemas, trabajó para Le Journal littéraire. Poco a poco se convierte en secretario del galerista Pierre Loeb, con quien expone la obra de Joan Miró, Max Ernst o  Pierre Roy, entre otros. Muy endeudado, Jacques Viot se exilia a Oceania

## Publicaciones
- Déposition de blanc, Librairie Stock, 1932
- Malaventure, Librairie Stock, 1933
- Dans l'escalier, novela policíaca publicada con el nombre de Benoît Vince, Calmann-Lévy, 1934
- La Gueule du loup, novela policíaca publicada con el nombre de Benoît Vince, Calmann-Lévy, 1934
- Le Niais, roman, La Jeune Parque, 1945
- Joseph, roman, La Jeune Parque, 1947
- Poèmes de guerre, J.-M. Place, 1994

## Filmografía
Como escenógrafo
- 1935 : Les Beaux Jours
- 1938 : Les Gens du voyage
- 1938 : Fahrendes Volk
- 1938 : Le Dompteur
- 1939 : Le jour se lève
- 1942 : La Maison des sept jeunes filles
- 1942 : Une femme disparaît
- 1943 : Marie-Martine
- 1944 : La Collection Ménard
- 1945 : Carmen
- 1946 : Lunegarde
- 1946 : Macadam
- 1947 : The Long Night
- 1948 : Rapide de nuit
- 1951 : Saint-Louis, ange de la paix
- 1951 : Juliette ou la Clé des songes
- 1953 : L'Appel du destin
- 1954 : Le Masque de fer
- 1954 : L'Air de Paris
- 1955 : Le Port du désir
- 1957 : L'Auberge en folie
- 1959 : Orfeo negro
- 1961 : Os Bandeirantes
- 1963 : L'Oiseau de paradis
- 1963 : Le Tout pour le tout
- 1964 : O Santo Módico
- 1979 : Le Crime des innocents (telefilme), adaptación póstuma de su obra Le Square des innocents